# Hoho hirtipalma
Hoho hirtipalma är en kräftdjursart som först beskrevs av Barnard 1972.  Hoho hirtipalma ingår i släktet Hoho och familjen Melitidae. Inga underarter finns listade i Catalogue of Life.